# 5603 (année hébraïque)
5603 (hébreu : ה'תר"ג , abbr. : תר"ג) est une année hébraïque qui a commencé à la veille au soir du 5 septembre 1842 et s'est finie le 24 septembre 1843. Cette année a compté 385 jours. Ce fut une année embolismique dans le cycle métonique, avec deux mois de Adar - Adar I et Adar II. Ce fut la troisième année depuis la dernière année de chemitta.

## Calendrier
Ce calendrier hébraïque de l'année 5603 donne les correspondances avec les dates du calendrier grégorien.
Le premier nombre dans chaque case correspond au jour du mois hébraïque. Les jours en couleurs sont des jours remarquables juifs .
| ◄◄ | 5603 | ►► |

## Décès
5598 - 5599 - 5600 - 5601 - 5602 - 5603 - 5604 - 5605 - 5606 - 5607 - 5608